# Stormtrooper

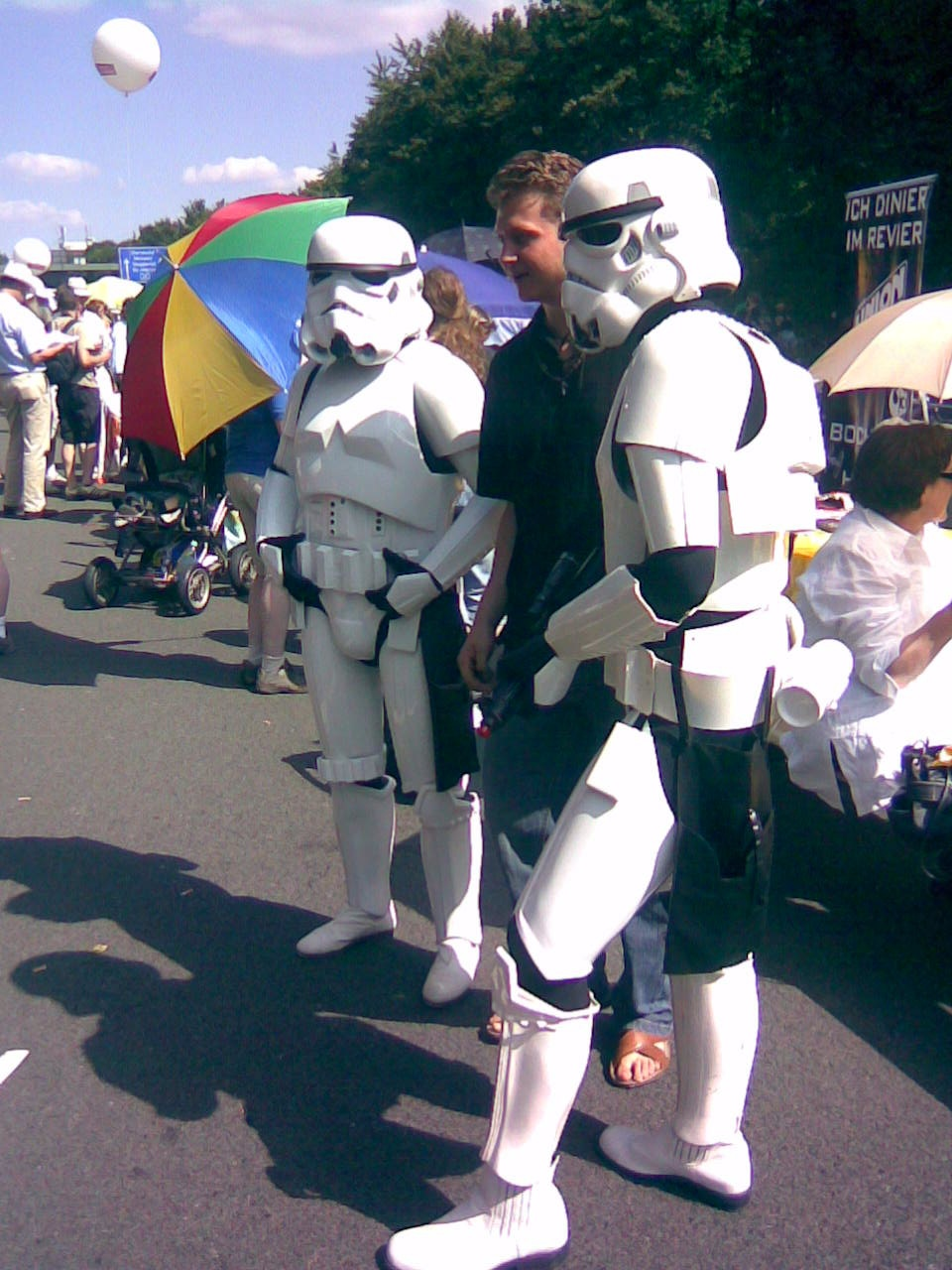
Personer utklädda till stormtroopers.

Stormtroopers är fiktiva soldater som anlitas av Rymdimperiet i Stjärnornas krig.

## Historia
Efter klonkriget i episod II och III tar kejsaren makten över Galaktiska republiken och byter namn på den till Rymdimperiet. Klonarmén som skapades ersattes efterhand med stormtrooper.

## Olika truppslag
Förutom det ordinära truppslaget finns även specialiserade truppslag. På grund av att soldaterna ska vistas i väldigt olika miljöer specialiseras vissa av trupperna.
- Spaningstrupper förekommer bland annat i jedins återkomst på månen Endor. De är lätt beväpnade och har Speeder bike som är snabba och kan ta sig fram i svår terräng.
- Snöstormtroopers förekommer i Rymdimperiet slår tillbaka på planeten Hoth. Deras kläder är gjorda för att klara extrem kyla och deras stövlar är halksäkra.
- Sandstormtroopers finns bland annat på Tatooine. Kläderna är gjorda för att hålla borta värmen i öken.
- Shadowtroopers håller till bland träsken, och har till viss del vattentäta kläder. De har fått sitt namn av att de kan göra sig tillfälligt osynliga om de står still.
- Klonsoldater är företrädare till stormtroopers, och gav namn till Klonkrigen, som utspelar sig i episod II och III.

## Dator- och TV-spel
I dator- och TV-spelen är de vanligt förekommande som fiender på banorna.